# Königsspringerspiel
Beim Königsspringerspiel handelt es sich um die Einleitung zu einer Gruppe von Eröffnungen des Schachspiels. Das Königsspringerspiel zählt zu den Offenen Spielen und bezeichnet die Züge (siehe auch: Schachnotation):
1. e2–e4 e7–e5
2. Sg1–f3
Der weiße Königsspringer auf dem Feld f3 bedroht den Bauern auf e5 und kontrolliert das Feld d4. Dies unterstützt das Bestreben des Weißen, die Herrschaft über das Zentrum zu übernehmen. Der Königsspringer kann später auch nach g5 gezogen werden, wo er in einigen Varianten wertvolle Dienste im Kampf um das schwache Feld f7 leistet.
Nur in seltenen Fällen wird jedoch eine Schachpartie als „Königsspringerspiel“ bezeichnet – auch wenn sie so angefangen hat. Denn die nun folgenden weiteren Züge entscheiden darüber, welche Entwicklung/Haupt-/Neben-Variante/Abspiel daraus entsteht.
Folgende Eröffnungen ergeben sich aus dem Königsspringerspiel:
| Eröffnungszüge                           | Name                          | ECO-Schlüssel |
| ---------------------------------------- | ----------------------------- | ------------- |
| 2. … Sb8–c6 3. Lf1–b5                    | Spanische Partie              | C60–C99       |
| 2. … Sb8–c6 3. Lf1–c4 Lf8–c5             | Italienische Partie           | C51–C59       |
| 2. … Sb8–c6 3. Lf1–c4 Lf8–e7             | Ungarische Verteidigung       | C50           |
| 2. … Sb8–c6 3. Lf1–c4 Sg8–f6             | Zweispringerspiel im Nachzuge | C55           |
| 2. … Sb8–c6 3. Lf1–c4 Sc6–d4             | Blackburne-Gambit             | C50           |
| 2. … Sb8–c6 3. Lf1–c4 Lf8–c5 4. b2–b4    | Evans-Gambit                  | C51           |
| 2. … Sb8–c6 3. d2–d4                     | Schottische Partie            | C45           |
| 2. … Sb8–c6 3. Sb1–c3 (ohne 3. … Sg8–f6) | Dreispringerspiel             | C46           |
| 2. … Sb8–c6 3. Sb1–c3 Sg8–f6             | Vierspringerspiel             | C47–C49       |
| 2. … Sb8–c6 3. c2–c3                     | Ponziani-Eröffnung            | C44           |
| 2. … Sg8–f6                              | Russische Verteidigung        | C42           |
| 2. … d7–d6                               | Philidor-Verteidigung         | C41           |
| 2. … f7–f5                               | Lettisches Gambit             | C40           |
| 2. … d7–d5                               | Mittelgambit im Nachzug       | C40           |
| 2. … f7–f6                               | Damianos Verteidigung         | C40           |
| 2. … Dd8–e7                              | Gunderam-Verteidigung         | C40           |
| 2. … Dd8–f6?!                            | Greco-Verteidigung            | C40           |